# AB-Kategorie
AB-Kategorien sind im mathematischen Teilgebiet der Kategorientheorie spezielle Kategorien, die zusätzliche Eigenschaften erfüllen. Diese wurden von Alexander Grothendieck in seinem Tohoku-Paper aus dem Jahr 1957 als AB1, AB2, AB3, AB4 und AB5 bezeichnet. AB steht dabei für abelsche Kategorien (französisch catégorie abeliénne), die unter anderen von den Eigenschaften festgelegt werden.

## AB-Eigenschaften
Sei {\displaystyle {\mathcal {A}}} eine Kategorie:
- AB1: {\displaystyle {\mathcal {A}}} ist eine präabelsche Kategorie (auch AB1-Kategorie genannt).[1]

- AB2: {\displaystyle {\mathcal {A}}} ist eine abelsche Kategorie (auch AB2-Kategorie genannt).[1]

- AB3: {\displaystyle {\mathcal {A}}} hat alle Koprodukte.[2][3][4]
- AB3*: {\displaystyle {\mathcal {A}}} hat alle Produkte.[3]
- AB4: {\displaystyle {\mathcal {A}}} hat alle Koprodukte (AB3) und diese sind exakt, also alle Koprodukte von Monomorphismen monisch.[5][3][4]
- AB4*: {\displaystyle {\mathcal {A}}} hat alle Produkte (AB3) und diese sind exakt, also alle Produkte von Epimorphismen episch.[3]
- AB5: {\displaystyle {\mathcal {A}}} hat alle Koprodukte (AB3) und filtrierte Kolimiten sind exakt.[5][3][4][4]
- AB5*: {\displaystyle {\mathcal {A}}} hat alle Produkte (AB3) und kofiltrierte Limiten sind exakt.[3]

AB3-Kategorien, die AB1, AB2 und AB3 erfüllen, sind genau abelsche Kategorien, in denen alle Produkte existieren, wodurch mit der Existenz von Quotienten sogar alle Limiten existieren. AB5-Kategorien, die AB1, AB2, AB3, AB4 und AB5 erfüllen, sind abelsche Kategorien, in denen alle Limiten existieren und gefilterte Limiten von exakten Sequenzen wieder exakt sind.